# 复仇女神式自行火炮
阿萊克托自行火炮（英文：Alecto SPG，或Harry Hopkins Mk 1 CS）是一款英軍在二戰中設計的一款實驗性自行火炮。但因為歐戰的結束，研發計劃也隨之終止。

## 研發
在1942年，一種3.75英寸榴彈炮研發計劃被提出。這種火炮一共製造了2門，其中一門被安裝在Mk.VIII輕型坦克的底盤上。它的火炮被安裝在一個敞口戰鬥室內。第一輛試驗車從1944年晚期才開始製造。它曾被發現有一些問題，直到歐戰結束時，這些問題才被解決。之後，因為被認為在遠東地區沒什麼用，這個工程被終止。

## 衍生型號

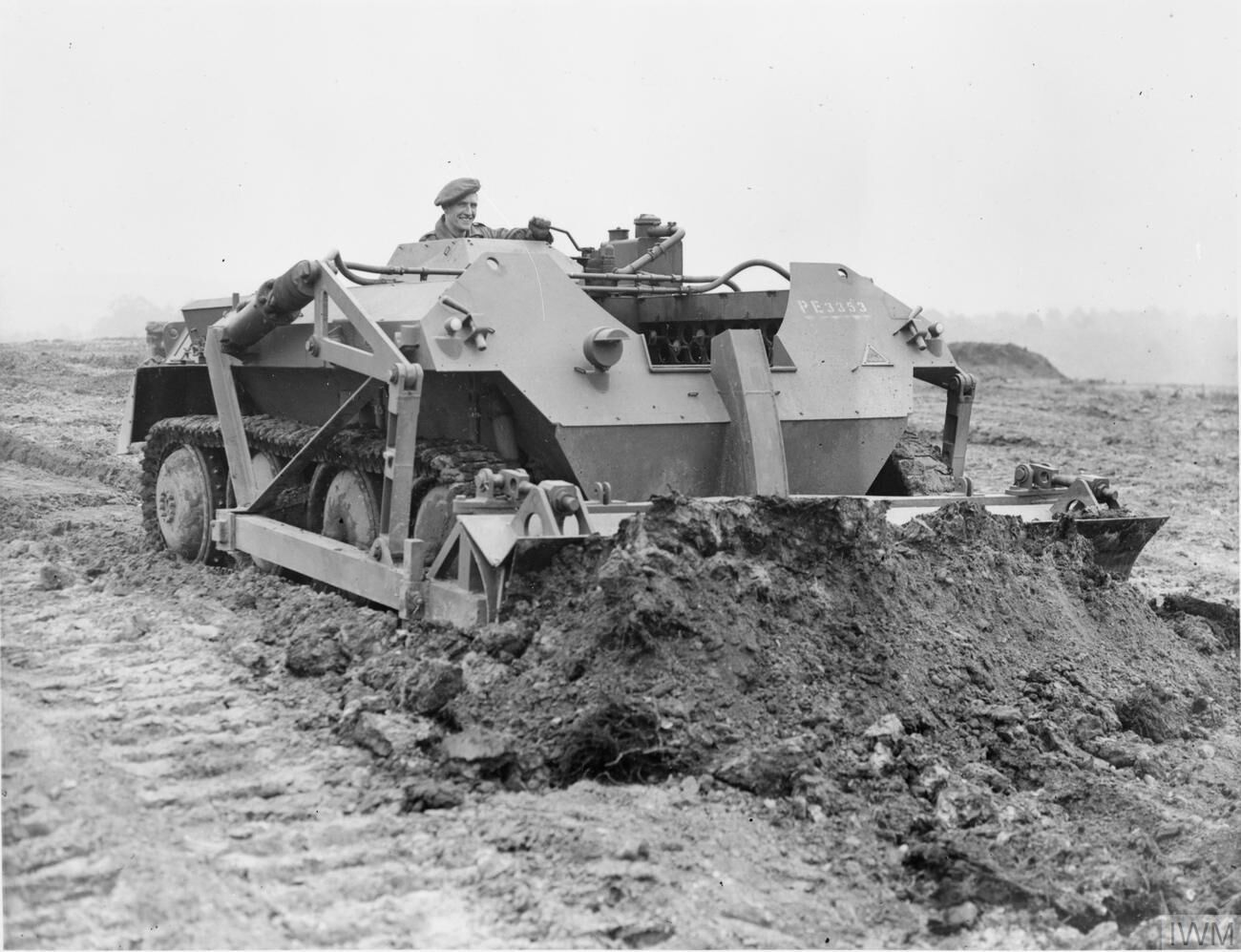
阿萊克托推土機

- Mk I

安裝3.75英寸火炮，備20發卡爾榴彈。
- Mk II

安裝QF6磅炮
- Mk III

安裝QF25磅榴彈炮。原型車只部份完成。
- Mk IV

安裝32磅榴彈炮
- 阿萊克托推土機

## 流行文化

### 電子遊戲
- 戰爭雷霆
- 應徵入伍

## 外部連結
- 戰車主题

- HenkOfHolland （页面存档备份，存于）
- British Self-propelled guns
- Picture of a trialled Alecto by the Swiss Army in 1948 (found by www.wheelsandtracks.com) （页面存档备份，存于）